# Hylaeus koenigsmanni
Hylaeus koenigsmanni är en biart som beskrevs av Dathe 1981. Hylaeus koenigsmanni ingår i släktet citronbin, och familjen korttungebin. Inga underarter finns listade i Catalogue of Life.